# Cylindropuntia munzii
Cylindropuntia munzii, conocida comúnmente como cholla de Munz o choya, es una especie de planta suculenta perteneciente al género Cylindropuntia, dentro de la familia Cactaceae. Se distribuye desde el sur de California (Estados Unidos) hasta el noroeste de México (concretamente en los estados de Baja California (norte) y Sonora).

## Descripción
Cylindropuntia munzii es una especie de cactus que crece como un gran arbusto o pequeño árbol, alcanzando alturas de 2 a 4 m. Presenta un único tronco principal, del que parten ramas con mechones terminales de brotes colgantes. 

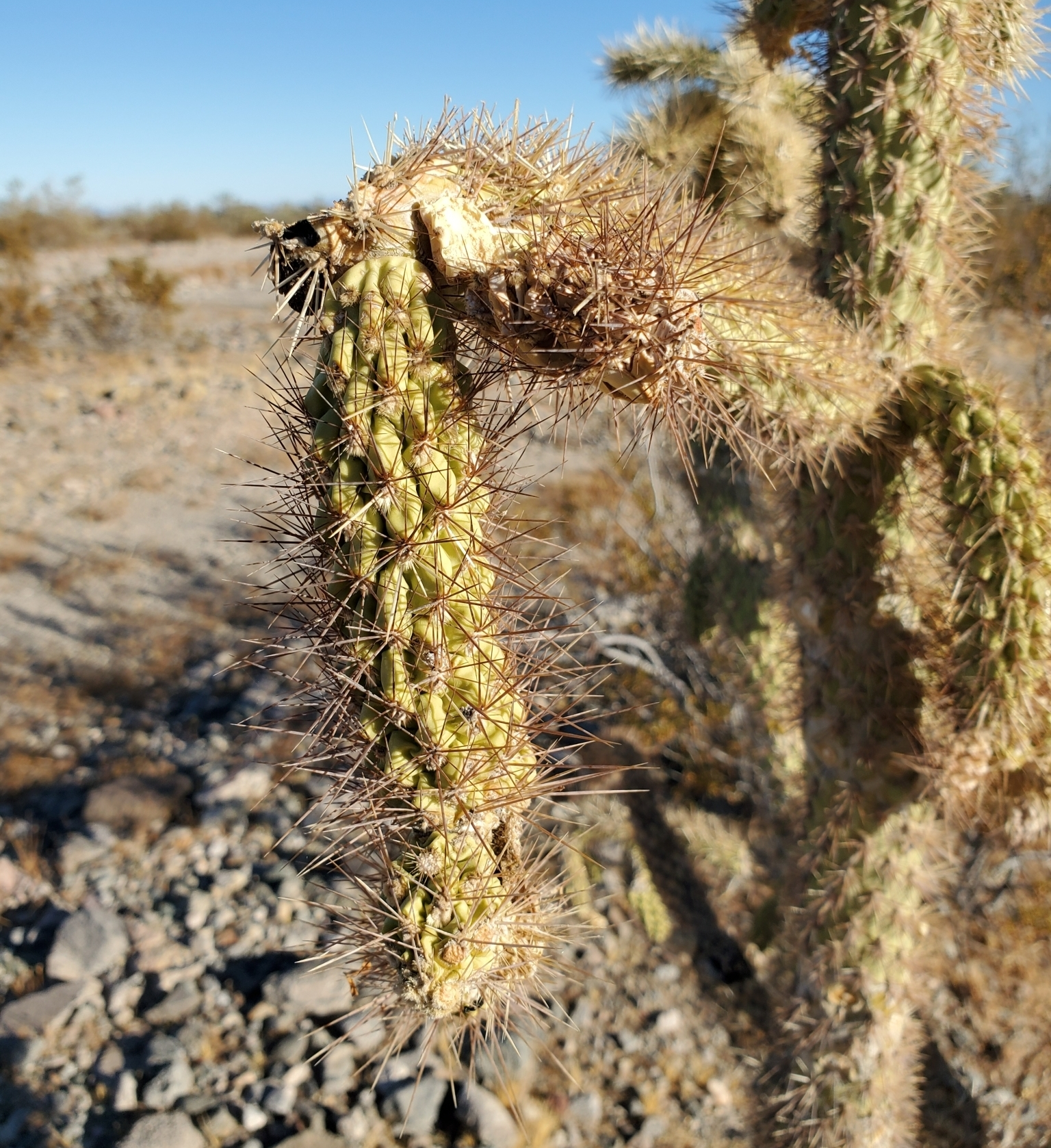
Detalle de un segmento casi desprendido

Los tallos son articulados, aparecen ligeramente inclinados y están formados por segmentos que se desprenden con facilidad. Cada uno de ellos mide de 4 a 16 cm de largo y de 1,2 a 2,5 cm de diámetro. Son de forma cilíndrica, tienen la epidermis de color verde grisáceo y presentan tubérculos estrechos y ovalados.
Sobre los tallos se asientan areolas lanudas, tienen forma triangular o redondeada y son de color marrón amarillento, aunque se tornan grises con la edad. Poseen gloquidios poco visibles de color amarillo y miden de 0,5 a 2 mm de largo. 
También tienen de 7 a 14 espinas presentes en casi todas las areolas (aunque a veces pueden faltar) y están cubiertas por una vaina epidérmica suelta de color amarillo a dorado que parece de papel. Son de forma vertical a extendida y de circular a ligeramente aplanada en sección transversal. Inicialmente son de color amarillo y adquieren la punta rojiza o negra a medida que envejecen. La espina más larga mide hasta 3 cm y a veces pueden aparecer cerdas adicionales en los bordes de las areolas.

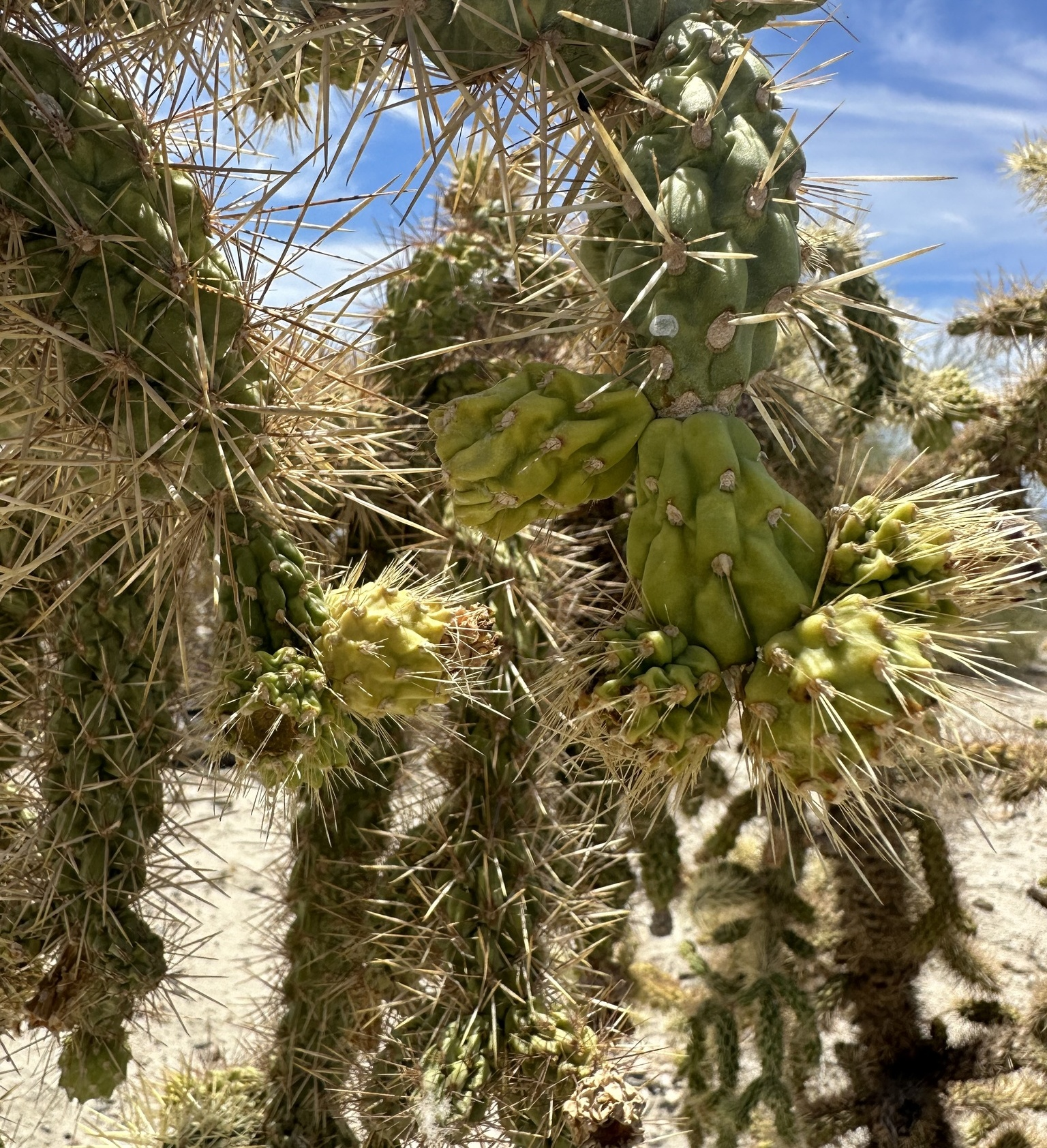
Detalle de los frutos

Las flores son de color marrón rojizo claro a castaño, se abren durante el día (diurnas) y son polinizadas por abejas. Los frutos tienen forma esférica, son de color tostado y miden de 1,7 a 2,4 cm de largo, con un diámetro que va de 1,7 a 2,1 cm. Son secos, no tienen espinas y se caen con facilidad. Son tuberculados y tienen la piel cubierta de gloquidios.

## Distribución y hábitat
El área de distribución nativa de esta especie abarca desde el sur de California (Estados Unidos) hasta el noroeste de México (concretamente en los estados de Baja California (norte) y Sonora).

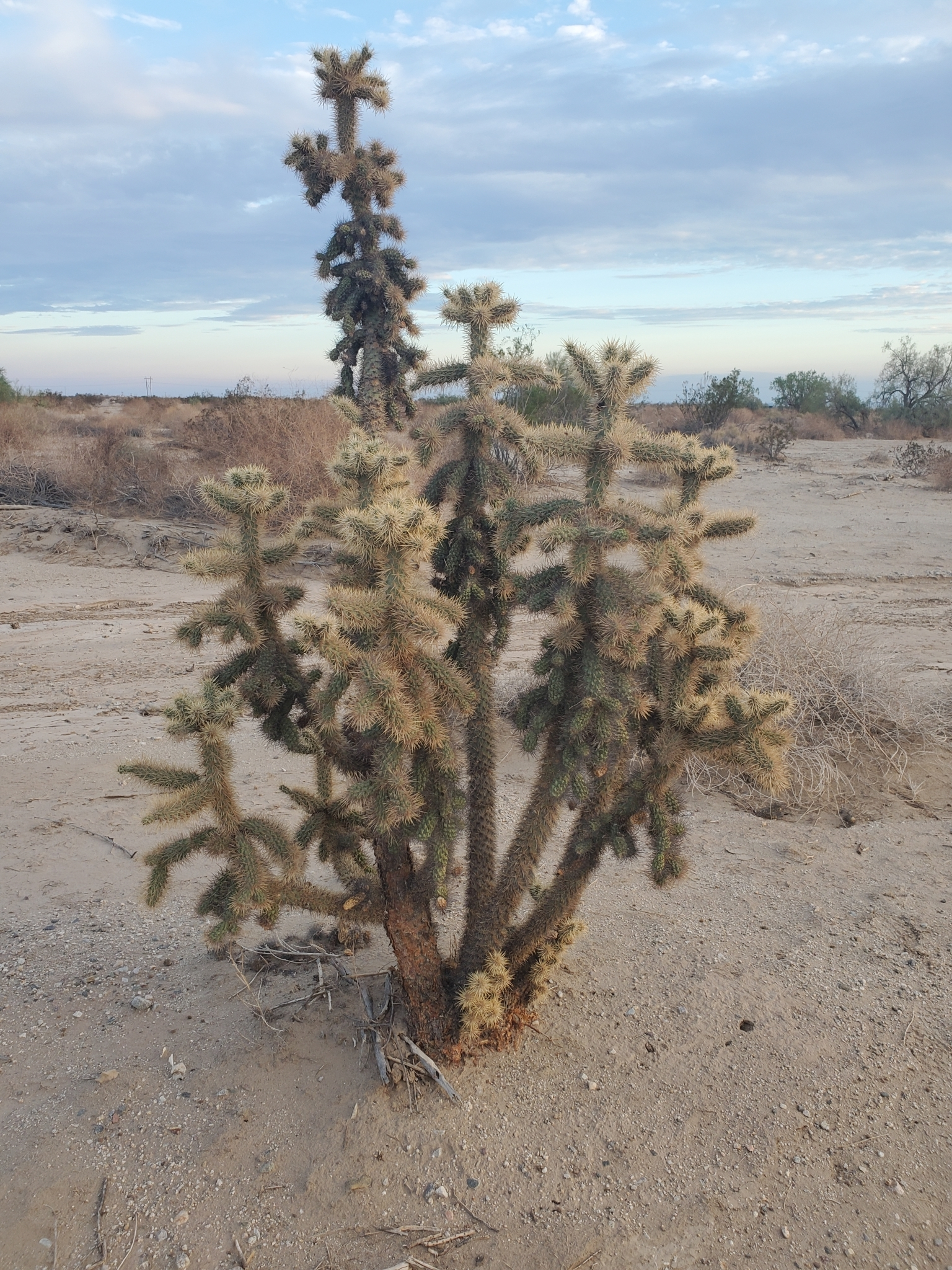
En su hábitat

Crece principalmente en biomas desérticos o de matorrales secos, sobre llanuras arenosas, lavaderos aluviales y colinas de grava, desde la costa hasta los 465 metros de altitud.

## Taxonomía
La primera descripción de esta especie fue como Opuntia munzii, publicada en 1938 por el botánico estadounidense Carl Brandt Wolf en Occasional Papers Rancho Santa Ana Botanic Garden 1: 79.
Posteriormente, el botánico alemán Curt Backeberg colocó la especie en el género Cylindropuntia, pasando a llamarse Cylindropuntia munzii y anotando estos cambios en el libro Das Kakteenlexikon: 113 en el año 1966.
Etimología
- Cylindropuntia: nombre genérico formado por dos palabras: el sustantivo griego kýlindros (que significa 'cilindro') y el género Opuntia, (con el que el género tiene similitudes), haciendo referencia a la forma cilíndrica de los tallos de las plantas.
- munzii: epíteto específico otorgado en honor al botánico estadounidense Philip Alexander Munz.[6]

## Estado de conservación
En la Lista Roja de Especies Amenazadas de la UICN, la especie está clasificada como de “Preocupación Menor (LC)” y no se conocen amenazas importantes para la conservación de esta especie.

## Usos
Se cultiva principalmente como planta ornamental y su propagación se realiza a través de esquejes.